# Rio Călacea (Gârbou)
O Rio Călacea é um rio da Romênia afluente do Rio Gârbou, localizado no distrito de Sălaj.